# 江圻
江圻（1528年—？），字子望，浙江杭州府仁和縣人，民籍，明朝政治人物。

## 生平
嘉靖二十五年（1546年）丙午科順天鄉試第二名舉人，隆慶二年（1568年）中式戊辰科會試第六十五名，二甲第三十四名進士。授南京刑部主事，升郎中。萬曆元年（1573年）任廣西提學僉事。卒後門人私諡為孝端先生。

## 家族
曾祖江玭，山東布政使司右參政 贈太中大夫資治少尹；祖父江瀾，南京禮部尚書 贈資德大夫太子少保；父江曉，工部右侍郎 贈工部尚書。母沈氏（封宜人；贈淑人）；繼母鄭氏（封淑人）。永感下。兄江𭏜，弟江𡑴、江埏（順天府通判）、江㙊、江埭。
曾祖江玭、祖父江瀾、父江曉、叔父江暉、子江鐸均為進士出身。